# Дуброво (Ивановская область)
 Дуброво — деревня в Лежневского районе Ивановской области. Входит в состав Шилыковского сельского поселения.

## География
Находится в юго-западной части Ивановской области на расстоянии приблизительно 13 км на север-северо-запад по прямой от районного центра поселка Лежнево.

## История
В 1859 году здесь (тогда деревня Шуйского уезда Владимирской губернии) было учтено 16 дворов, в 1902 — 11.

## Население
Постоянное население составляло 108 человек (1859 год), 90 (1902), 2 в 2002 году (русские 50 %, поляки 50 %), 3 в 2010.